# 凤凰咀古墓
凤凰咀古墓，位于中国广西壮族自治区全州县凤凰公社，为一个省级文物保护单位，类型为古墓群，为第二批广西壮族自治区文物保护单位，公布时间为1981年8月25日。
凤凰咀古墓的历史年代为汉～南朝。